# گلوباغ
گلوباغ یک روستا در ایران است که در دهستان درح واقع شده‌است. گلوباغ ۳۹۲ نفر جمعیت دارد.